# Neuseeländische Badmintonmeisterschaft 1958
Die Neuseeländische Badmintonmeisterschaft 1958 fand in Hamilton statt. Es war die 25. Austragung der Badmintonmeisterschaften von Neuseeland. 

## Titelträger
| Disziplin    | Sieger                         |
| ------------ | ------------------------------ |
| Herreneinzel | Jeffrey Robson                 |
| Dameneinzel  | A. McKenzie                    |
| Herrendoppel | Lin Ah Shin S. Young           |
| Damendoppel  | Alice Butterworth Val Gow      |
| Mixed        | Neale R. Thompson S. J. Miller |